# Vertriebssystematik
Eine Vertriebssystematik ist die Umsetzung der operativen Ziele des Vertriebs in einem Handlungsplan (Vertriebsplan) für die Betroffenen. Die Existenz einer Vertriebssystematik soll das Unternehmen vor unsystematisch und unkoordiniert eingesetzten Aktivitäten bewahren, z. B. vor der mehrfachen Ansprache von Kunden durch verschiedene Stellen. Der Begriff gehört eher zur traditionellen Lehre: Der Ansatz soll die koordinierte und routinierte Anwendung erprobter Elemente in einem sicheren Umfeld gewährleisten.
Der  aus der Vertriebssystematik resultierende Vertriebsplan enthält konkrete Handlungsvorgaben und Ziele für die Vertriebsmitarbeiter und gibt die dabei zu nutzenden Instrumente vor. Die Vertriebsmitarbeiter müssen regelmäßig über die Zielerreichung berichten.

## Entstehung der Vertriebssystematik

Einteilung der Kunden in Kategorien nach einer A-, B-, C-Logik

Aus dem strategischen Management im Unternehmen wird eine Vertriebsstrategie abgeleitet. Der Vertriebsprozess gestaltet die Arbeitsabläufe im Vertrieb und wirkt unterstützend bei der Erreichung der Unternehmensziele. Er unterscheidet sich von Branche zu Branche, von Unternehmen zu Unternehmen und ist entscheidend für den Vertriebserfolg. Daraus wird eine Systematik für die Arbeit im Vertrieb abgeleitet, die dazu dient, den Mitarbeitern im Vertrieb klare Ziele zu setzen wie zum Beispiel messbare Vorgaben für die Kundenpflege durch telefonische Betreuung oder persönliche Kundenbesuche. Oft hilft eine Unterteilung der Kunden nach einer A-, B- und C-Kategorisierung. Dabei steht A für Kunden mit hoher Umsatzbedeutung und/oder hohem Deckungsbeitrag, hohem Customer Lifetime Value usw., B mit mittlerer und C mit niedriger Umsatzbedeutung und/oder geringem Deckungsbeitrag, geringem Customer Lifetime Value usw. All diese Vorgaben münden in einem Vertriebsplan. 
Die Vertriebssystematik unterscheidet zwischen der Neukundengewinnung und der Bestandskundenpflege (Kaltakquise und Warmakquise). Auch sieht die Vertriebssystematik bei einem Handlungsreisenden anders aus als in der beratenden Akquise. Jedoch beinhaltet der Vertriebsprozess bis zum Kaufabschluss trotz vielfältiger branchenspezifischer und produktspezifischer Eigenarten immer eine Reihe von ähnlichen Aktionen, die durch eine effiziente und routinierte Vertriebssystematik gesteuert werden.

## Schritte der Neukundengewinnung im Vertrieb

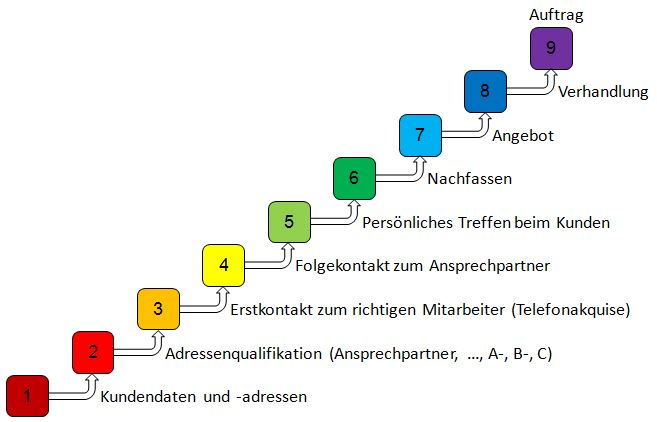
In neun Schritten vom Zielkunden zum Auftrag

Nachfolgend werden musterhaft neun Schritte zur Neukundengewinnung beschrieben. Das CRM-System (Customer-Relationship-Management) sammelt alle Daten und eignet sich auch als Dokumentations- und Verfolgungssystem für die folgenden Vertriebsaktivitäten. Oft folgt dieser Prozess dem bekannten Trichtermodell, wobei aus 1000 Adressen 100 Kontakte mit 10 Kunden werden:
1. Beschaffung von Daten über die Zielkunden mit Adressen
2. Adressqualifikation: Die Adressen aus Adressdateien sind meist nicht vollständig. Insbesondere gilt es, die Person des  Entscheidungsträgers auszumachen.
3. Erstkontakt zum richtigen Mitarbeiter beim Kunden: Ein anspruchsvoller Schritt ist der Erstkontakt zum richtigen Ansprechpartner beim Kunden. Das kann durch Aussendungen erfolgen. Es eignet sich aber auch der Telefonverkauf und die Internetrecherche auf der Homepage des potenziellen Kunden und in sozialen Netzwerken wie XING oder LinkedIn.
4. Folgekontakt zum Ansprechpartner: In der Regel kommt es nicht sofort zu einem persönlichen Treffen. Die Telefonakquise, unterstützt durch das CRM-System, muss beim Ansprechpartner des potenziellen Kunden nachfassen, sich in Erinnerung bringen.
5. Persönliches Treffen beim Kunden: Der Gesprächsablauf trägt entscheidend zum Erfolg bei. Nach der Bedarfsanalyse werden die Vorteile der anzubietenden Produkte und Systeme präsentiert.
6. Nachfassen: Regelmäßige Kontaktpflege bis beim Kunden ein Bedarf vorliegt.
7. Angebot: Aufgrund der Kundenanfrage wird ein Angebot erstellt. Zweckmäßig ist die Vorhaltung von Standardangeboten oder Standard-Modulen, aus denen ein kundengerechtes Angebot zusammengesetzt wird.
8. Auftragsverhandlung: In der Auftragsverhandlung werden die technischen und kaufmännischen Modalitäten eines möglichen Auftrages zwischen Auftraggeber und Auftragnehmer vereinbart.
9. Auftrag: In diesem Schritt erteilt der Kunde (Auftraggeber) den Auftrag an den Auftragnehmer.

## Vertriebsplan der Vertriebssystematik
Die Vertriebssystematik zur proaktiven Planung und Bearbeitung relevanter Zielkunden wird in einem Vertriebsplan als verbindlichen Handlungsrahmen festgeschrieben. Das ist ein Arbeitsauftrag für die Gewinnung und Betreuung der Kunden.
Dabei kann das oben dargestellte Trichtermodell durch Intensivierung der After-Sales-Aktivitäten und des Empfehlungsmarketing zum Doppeltrichter erweitert werden: Aus 10 Kunden werden 20 Verträge, 30 Empfehlungen und 50 Adressen.

## Beispiele
- Im Fall des Handlungsreisenden sind das oft abzufahrende Strecken mit vorgegebenen Kundenbesuchen und/oder Abschlüssen.
- Im Falle der Telefonakquise sind das Kundenanrufe nach einer vorgegebenen Adressliste und einem für das Telefongespräch vorgegebenen Telefonleitfaden.
- Im Fall des Provisionsverkäufers sind das zu erzielende Umsatzvorgaben.
- Im Fall der beratenden Akquise ist das die Anzahl der Kundenbesuche.

Die Telefonakquise und der Verkäufer bzw. beratende Akquisiteur müssen gut aufeinander abgestimmt arbeiten. Das zentrale Mittel für die Abstimmung ist der Vertriebsplan. Hier werden die Handlungen der Beteiligten im Vertrieb in einer Tabelle strukturiert vorgegeben, und zwar immer mit den konkreten Aktionen (Beschreibung der Maßnahme bzw. der Handlung, Festlegung des Verantwortlichen, des Zyklus (wann wird diese Aktion wiederholt) sowie ihrer Häufigkeit, Menge oder Stückzahl). Das nachfolgende Beispiel zeigt den möglichen Aufbau eines Vertriebsplans:
| Handlungen / Aktionen                                           | Zyklus      | Anzahl |
| --------------------------------------------------------------- | ----------- | ------ |
| Adressen kaufen                                                 | 1           | 1.000  |
| Adressqualifizierung: Ermittlung des richtigen Ansprechpartners | wöchentlich | 10     |
| Direktmailing (Aussendung) zur ersten Kontaktaufnahme           | wöchentlich | 10     |
| Telefonakquise: 10 Kunden pro Woche                             | wöchentlich | 10     |
| Neukundenbesuche mit Präsentation des Angebotes                 | monatlich   | 4      |
| Bestandskundenpflege telefonisch                                | wöchentlich | 20     |
| Bestandskundenpflege durch Besuche                              | wöchentlich | 5      |

Im gut geführten Vertrieb berichten die Verantwortlichen regelmäßig, z. B. wöchentlich, am besten zu Fixterminen über die durchgeführten Aktionen.